# 東京★ざんすっ
『東京★ざんすっ』(とうきょうざんず）は、2001年公開の日本映画。東京の乗り物をテーマして、著名人の7人の監督が制作したオムニバス映画。つんくが制作総指揮。

## 概要
- 東京の乗り物をテーマして、7人の著名人監督（松尾貴史、野沢直子、ケリー・チャン、山岸伸、日比野克彦、陣内孝則、飯田かずなが作った7本の短篇によるオムニバス形式の映画。

フジテレビ系深夜番組『つんくタウン』で、プロジェクト『つんくタウンPLUS』つんくタウンFILMSの第5弾として、製作・公開された作品。
同様のプロジェクトでお金を題材にした『マネーざんす』も製作された。
- 映画の構成は、イギリスの地下鉄をモチーフにした『チューブ・テイルズ』からヒントを得て「東京の乗り物」を題材にした７つの(以下の)物語で構成される。
- 第1話(『優しさ』の国)過剰なバスのアナウンスにサラリーマンが激怒する話。
- 第2話(東京エスカレータ)元オペラ歌手が迷い込む奇妙な世界。
- 第3話(約束)観覧車に関係するファンタジー。
- 第4話(東日暮里五丁目)銭湯にある古い体重計を擬人化してコミカルに描く。
- 第5話(～らしい姿)都会の孤独感を映像でアーティスティックにコラージュした作品。
- 第6話(ランニング・フリー)小学校の運動会で勃発したヤクザの息子と警察官の息子の代理戦争。
- 第7話(マッハ★85)老婆をめぐる老人４人の電動車椅子レース。

## キャスト
- ベンガル (『優しさ』の国)
- 金山一彦 (『優しさ』の国)
- 立川志の輔 (『優しさ』の国)
- ミッキー・カーチス (『優しさ』の国)
- 芳本美代子 (『優しさ』の国)
- ヨネスケ (『優しさ』の国)
- 吉本多香美 (『優しさ』の国)
- エミ・エレオノーラ (東京エスカレーター)
- 藤原寛 (東京エスカレーター)
- 林家ペー (東京エスカレーター)
- 林家パー子 (東京エスカレーター)
- 深田恭子 (約束)
- 鈴木一真 (約束)
- 高木りな (東日暮里五丁目)
- 田中なな子 (東日暮里五丁目)
- 古本新之輔 (東日暮里五丁目)
- 西田敏行 (東日暮里五丁目)
- 日比野克彦 (～らしい姿)
- 大竹信行 (～らしい姿)
- 末永剛 (～らしい姿)
- 杉本哲太 (ランニング・フリー)
- モロ師岡 (ランニング・フリー)
- 落合扶樹 (ランニング・フリー)
- 石田未来 (ランニング・フリー)
- 柳葉敏郎 (ランニング・フリー)
- 田中美佐子 (ランニング・フリー)
- 大竹富子 (マッハ★85)
- 大竹君作 (マッハ★85)

## スタッフ
- 監督 - 松尾貴史 (『優しさ』の国)
- 監督 - 野沢直子 (東京エスカレーター)
- 監督 - ケリー・チャン (約束)
- 監督 - 山岸伸 (東日暮里五丁目)
- 監督 - 日比野克彦 (～らしい姿)
- 監督 - 陣内孝則 (ランニング・フリー)
- 監督 - 飯田かずな (マッハ★85)
- 制作総指揮 - つんく
- 制作 - 2001つんくタウンFILMS'東京ざんすっ製作委員会
- 音楽 -  つんく、チチ松村、エミ・エレオノーラ、カンケ

## 第6話ランニング・フリー

### あらすじ
小学生の力哉と勇樹は、勉強でもクラスのマドンナをめぐってもライバル同士。
しかも、父親はヤクザの親分と警察署長で敵同士。運動会では子供同士の戦いが親の代理戦争のような様相に。

### キャスト
- 落合扶樹 (鮫島力哉)
- 好美大 (桜田勇樹)
- 石田未来 (希)
- 杉本哲太 (鮫島)
- モロ師岡 (桜田勇一)
- 池谷幸雄 (亀山)
- 柳葉敏郎 (スターターの先生)
- 田中美佐子 (希の母親）
- 重水直人 (裕次郎)
- 川原澄人 (アキラ)
- 今泉稔 (藤堂)
- 大滝裕一 (大門)
- 斉藤ひろし (画家)
- 山内健嗣 (先生)
- 下里竜太 (太)
- 渋谷謙人 (学)
- 柴崎佳佑 (純)
- 五十嵐瑞穂 (由美)
- 山瀬朝生 (かおり)

### スタッフ
- 監督 - 陣内孝則
- 原案 - 陣内孝則
- 脚本 - 斉藤ひろし
- 撮影 - 鍋島淳裕
- 歌   - 陣内孝則
- 編集 - 冨田功
- 照明 - 岡野敏二